# وایتمور، استافوردشر
وایتمور (به انگلیسی: Whitmore) یک روستا و محله مدنی در بریتانیا است که در Borough of Newcastle-under-Lyme واقع شده‌است. وایتمور ۱٬۵۵۴ نفر جمعیت دارد.